# 戸田正意
戸田 正意（とだ まさおき、生没年不詳）は、幕末の幕臣。通称、与左衛門。江戸幕府最後の火付盗賊改方頭。
万延元年（1860年）納戸頭より佐渡奉行に就任した。知行100俵、役料1500俵100人扶持。文久2年7月5日に先手組頭となり、元治元年（1864年）12月27日より慶応2年（1866年）8月4日まで火付盗賊改方頭を務めた。